# Bassus rufus
Bassus rufus är en stekelart som först beskrevs av Granger 1949.  Bassus rufus ingår i släktet Bassus och familjen bracksteklar. Inga underarter finns listade.